# Омар Лароса
Омар Рубен Лароса (рођен 18. новембра 1947. у Ланусу, Буенос Ајрес) је бивши аргентински фудбалер, који је играо као везни играч, и тренутно је помоћни тренер у Бока Јуниорсу. Он је можда најпознатији по томе што је био члан победничког тима Светског купа у Аргентини 1978. године.